# Velarivirus
Genre
Espèces de rang inférieur
- espèce-type : Grapevine leafroll-associated virus 7

Velarivirus est un genre de phytovirus pathogènes appartenant à la famille des Closteroviridae, qui comprend sept espèces acceptées par l'ICTV.
Les virions sont filamenteux, flexueux, exceptionnellement longs, de 1400 à 2200 nm de long. Le génome est constitué d'un ARN à simple brin à polarité positive de 15,5 à 19,3 kb.
Les virus du genre Velarivirus infectent principalement des plantes-hôtes ligneuses chez lesquelles ils n'induisent aucun symptôme apparent.
On ne connaît aucun insecte vecteur pour ces virus, qui ne sont pas par ailleurs transmis par les graines ou par inoculation mécanique. La répartition géographique varie selon les espèces. Elle peut être restreinte, par exemple ArPV-1 (Areca palm velarivirus 1), ou plus vaste, LChV-1 (Little cherry virus 1).

## Étymologie
Le nom générique, « Velarivirus », dérive de l'adjectif latin, velaris (relatif aux voiles, voilé, cryptique) car les plantes naturellement infectées peuvent ne pas présenter de symptômes.

## Structure
Les particules sont des virions non-enveloppés, filamenteux, flexueux, exceptionnellement longs, d'environ 1500 à 1700 nm de longueur et 10 à 13 nm de diamètre.
Le corps du virion est assemblé par la protéine de capside majeure (CP) et la queue par la protéine de capside mineure (CPm).
Le génome est constitué d'ARN à simple brin de polarité positive, linéaire, de 16  à 17 kb. L'extrémité 3' n'a pas de queue poly (A) et l'extrémité 5' a probablement une coiffe nucléotidique méthylée. Ce génome code 10 protéines.

## Liste des espèces
Selon NCBI (20 janvier 2021) :
- Areca palm velarivirus 1 (ArPV-1)
- Cordyline virus 1  (CoV-1)
- Cordyline virus 2  (CoV-2)
- Cordyline virus 3  (CoV-3)
- Cordyline virus 4  (CoV-4)
- Grapevine leafroll-associated virus 7 (GLRaV-7)
- Little cherry virus 1 (LChV-1)